# Duch (skała)
Duch – skała we wsi Siedlec w województwie śląskim, w powiecie częstochowskim, w gminie Janów. Znajduje się na Wyżynie Częstochowskiej w obrębie Wyżyny Krakowsko-Częstochowskiej.
Duch znajduje się w lesie, na wzniesieniu Góra Trzecia w odległości około 400 m na południowy wschód od leśniczówki przy Grabowej Drodze. Zbudowana z wapieni skała ma wysokość 10–11 m i ściany połogie, pionowe lub przewieszone z filarami. Uprawiana jest na niej wspinaczka skalna. Jest 7 dróg wspinaczkowych o długości 12 m i trudności od V do VI.2+ w skali polskiej i wystawie południowej, oraz jeden projekt. Na 6 drogach zamontowanoe stałe punkty asekuracyjne: ringi (r) i dwa ringi zjazdowe (drz), tylko na rysie wspinaczka tradycyjna (trad).
1. Rysa na Duchu; VI.1, trad
2. Duch; VI.2+, 5r + drz
3. Projekt (Cierń);
4. Mrok; VI.1+, 4r + drz
5. Cień; VI.2, 4r
6. Niebieska pigułka; VI.1, 5r
7. Zygfryd de Lord; VI+, 4r + drz
8. Route 666; 3V, 4r[4].

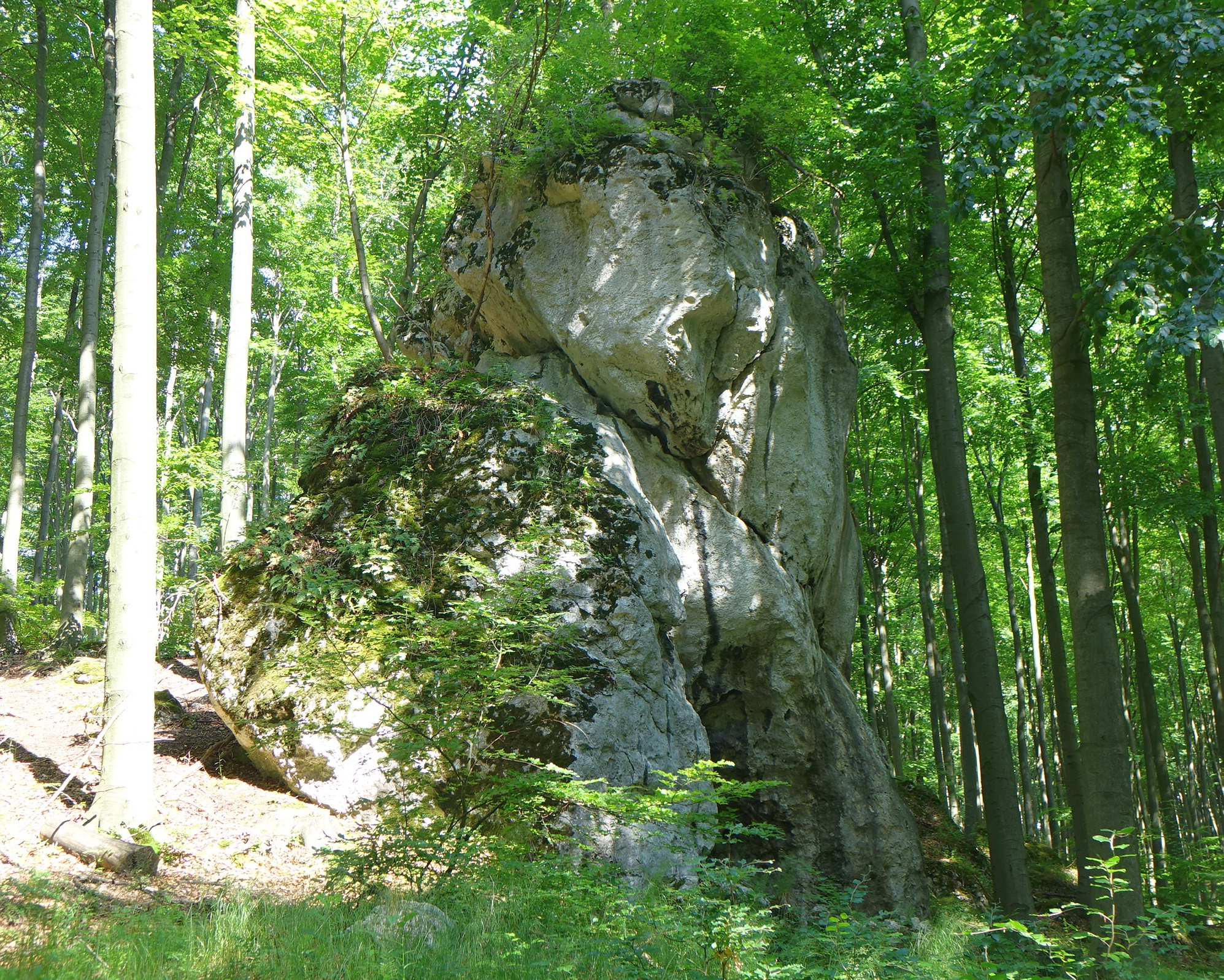
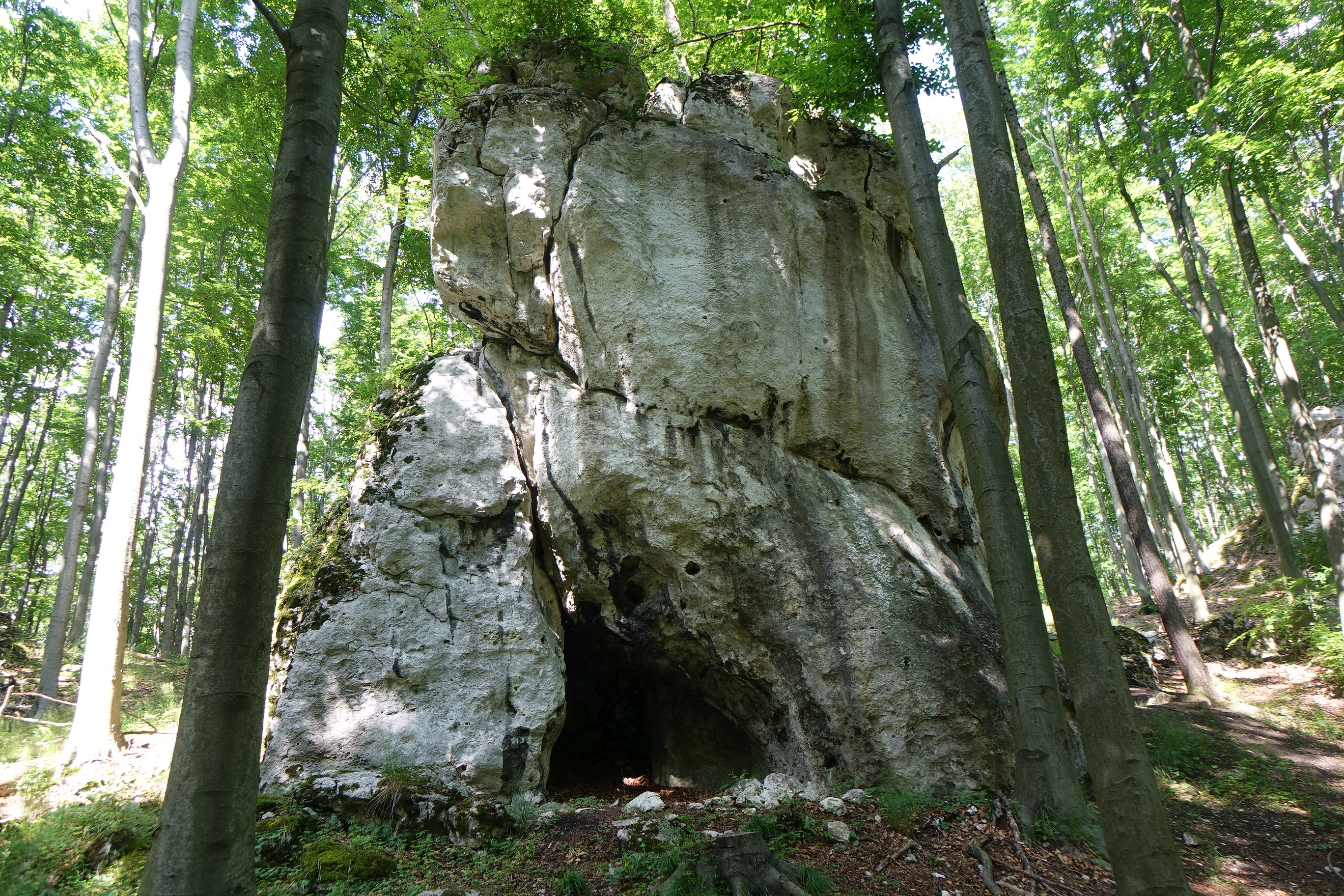
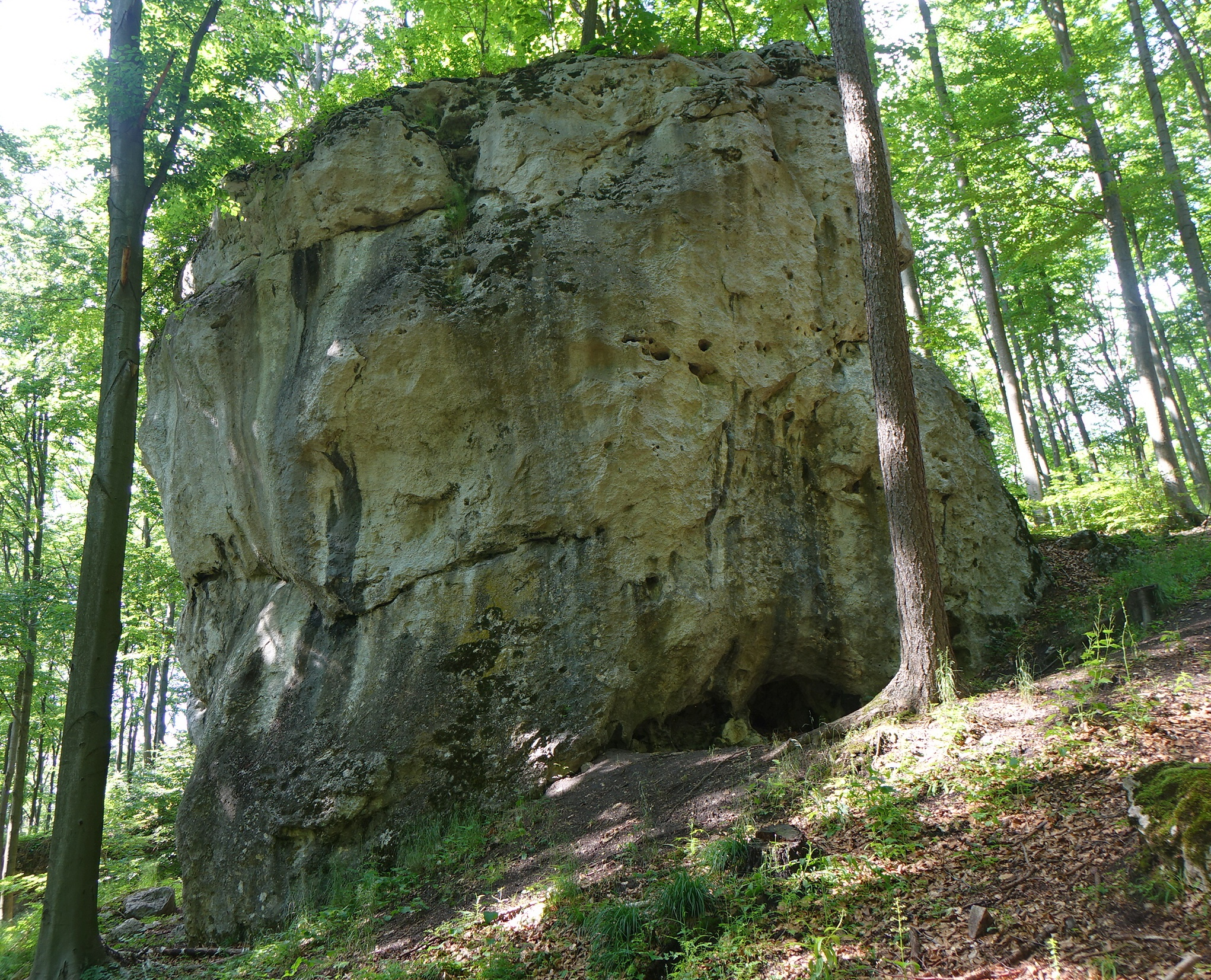
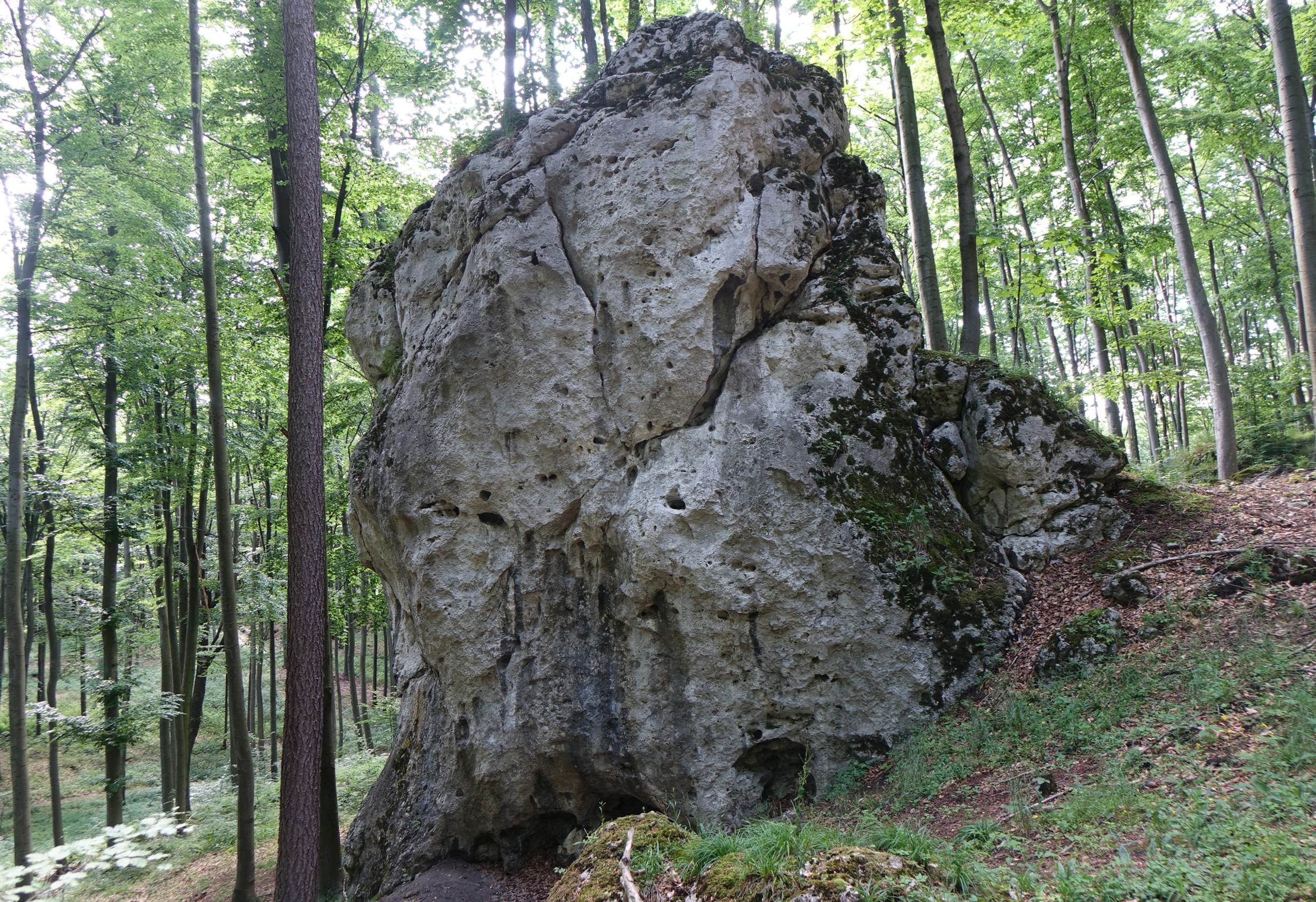

U południowo-wschodniej podstawy skały Duch znajduje się jaskinia Brama w Uroczysku Bogdaniec, u podstawy wschodniej Schronisko koło Bramy w Uroczysku Bogdaniec.